# أليكس فانس
أليكس فانس (بالإنجليزية: Alyx Vance)‏ هي إحدى شخصيات لعبة الفيديو هاف-لايف 2 وحلقاتها التالية: هاف-لايف 2: أيبيسود ون وهاف-لايف 2: أيبيسود تو. تظهر أليكس كامرأة شابة في منتصف العشرينات منحدرة من أصل آفرو-آسيوي، وهي شخصية بارزة في المقاومة الإنسانية ضد عرق الكومباين الفضائيين وممثلهم البشري، د برين. أليكس صديقة مقربة وحليفة لشخصية اللاعب، غوردون فريمان. تستخدم شخصية أليكس نسخة معدلة من وجه الممثلة جميل مولن، وتأدي صوتها داندريدج ميرل.